# Team Sonic Racing
Team Sonic Racing — разработанная студией Sumo Digital и изданная компанией Sega аркадная гоночная игра серии Sonic the Hedgehog. Выпущена 21 мая 2019 года для приставок PlayStation 4, Xbox One и Nintendo Switch и для PC-совместимых компьютеров под управлением Windows. Локализатором выступила компания «СофтКлаб», выпустившая игру с русскими субтитрами.
Основной отличительной особенностью Team Sonic Racing является командное взаимодействие персонажей во время гонок. Заезды проходят на разнообразных трассах, основанных на уровнях игр серии Sonic the Hedgehog, и наполнены различными влияющими на геймплей объектами, например, усилителями и кольцами. В игре присутствует большое количество видов испытаний, а также несколько режимов, как для одного, так и для нескольких игроков. В Team Sonic Racing также есть возможность модификации транспортных средств персонажей. По сюжету игры Соник и его друзья получают подозрительное приглашение на командные гонки и решают принять участие с целью выяснения планов таинственного организатора соревнований Додона Па.
В отличие от предыдущих гоночных игр про Соника, разработанных Sumo Digital, в Team Sonic Racing присутствуют персонажи и трассы только из вселенной ежа, поскольку создатели хотели больше сосредоточиться на особенностях франшизы, узнаваемых фанатами серии. Team Sonic Racing получила смешанные, но в основном положительные отзывы от рецензентов. Похвалы обозревателей удостоился командный игровой процесс, а также разнообразие режимов, но критике подверглись сюжет и малое количество контента.

## Игровой процесс

Игра за Руж на трассе Маркет-Стрит локации Орэндж Руфс. На скриншоте можно видеть пример командного взаимодействия: игрок передаёт Коробку с предметом члену команды под управлением ИИ

Team Sonic Racing представляет собой аркадную гоночную игру на картах, выполненную в трёхмерной графике. Действие игры происходит на уровнях, называемых трассами. Игроку даётся под управление один из представленных персонажей вселенной Sonic the Hedgehog, каждый из которых ездит на своём собственном карте с уникальными характеристиками (например, турбо и ускорением). Каждый персонаж относится к одному из трёх типов — скоростной (англ. Speed), технологичный (англ. Technique) и силовой (англ. Power): персонажи скоростного типа обладают лучшей скоростью и способны вызывать защищающую от атак противников вспышку; персонажи технологичного типа обладают лучшей управляемостью и способны ездить по разным поверхностям без замедления; персонажи силового типа обладают лучшей выносливостью и способны разбивать различные препятствия на своём пути. Персонажи распределены на пять команд, по три участника соответственно скоростного, технологичного и силового типов в каждой — команда Соника (Соник, Тейлз, Наклз), команда Роуз (Эми, Чао и Биг), команда Вектора (Блейз, Сильвер и Вектор), команда Тьмы (Шэдоу, Руж и Омега) и команда Эггмана (Метал Соник, Эггман и Завок). На PlayStation 4, Xbox One и ПК в игре действует система трофеев и достижений.
Перед стартом каждого заезда происходит обратный отсчёт: при нажатии педали акселератора на каждую цифру обратного отсчёта увеличивается стартовое ускорение (ускорение, с которым участник разгонится с позиции старта). На дорогах разбросаны усилители — Коробки с предметами, в каждой из которых находится один из 15 Виспов (англ. Wisps) — существ, появляющихся в серии Sonic the Hedgehog, начиная с Sonic Colors. Каждый из Виспов позволяет задействовать определённую специальную способность, например, Синий Куб выбрасывает на дорогу препятствие для соперников в виде куба, а Неуязвимость делает игрока на некоторое время невосприимчивым к атакам и препятствиям. Некоторые Виспы уникальны для определённого типа персонажа. На дорогах также разбросаны собираемые кольца в заранее отведённых местах, сбор которых позволяет увеличить максимальную скорость; если при наличии колец персонаж получит урон (например, наткнётся на опасный объект или упадёт в пропасть), то кольца теряются. На дорогах находятся и светящиеся платформы, дающие мгновенное ускорение при наезде на них. При прыжках на трамплинах есть возможность выполнять трюки путём вращения персонажа в одном из желаемых направлений, а в поворотах можно совершать дрифт — чем лучше игрок выполняет данные техники, тем большее он получит ускорение задействованием турбо. В командной игре персонажам важно взаимодействовать друг с другом. Данные взаимодействия включают разгоны (при проезде рядом с членом команды, который медленно едет или попал в занос, последний получает мгновенный разгон), рывки (при езде по следу за лидером команды и последующим выездом из колеи преследователь получает дополнительное ускорение), передачи коробок с предметами (принявший участник получает улучшенного Виспа) и успешную атаку соперников из других команд. При выполнении взаимодействий заполняется шкала Командной Суперсилы (англ. Team Ultimate) — когда она становится полной, можно активировать командную суперсилу, в ходе которой персонажи команды становятся быстрее и получают неуязвимость; если в ходе командной суперсилы сбить соперников другой команды, её длительность действия увеличивается.

### Режимы
Основным, сюжетным разделом игры, служащим для её прохождения, является «Командное приключение» (англ. Team Adventure). В нём игрок выбирает на карте, поделённой на главы, поочерёдно открывающиеся этапы, среди которых есть как гонки с выбором одного из трёх уровней сложности (обычная, сложная и эксперт), так и одиночные виды заездов с ограниченным временем на их выполнение — например, в «Испытании кольцами» нужно собрать определённое количество колец, а в «Гонке в толчее» следует уворачиваться от других машин. Чем лучше результат испытания, тем более ценную игрок получает медаль (например, серебряную или платиновую). Кроме того, в некоторых испытаниях есть специальные условия (например, победа в гонке всей командой или сбор определённого количества колец), выполняя которые игрок получает ключ. При успешном завершении определённого количества заездов на карте открывается новая глава со своими заездами. Изначально в «Командном приключении» доступна игра только за команду Соника, но по мере прохождения открывается также доступ к команде Роуз, команде Вектора и команде Тьмы. В разделе «Локальная игра» можно участвовать в одном из трёх режимов. Так, в «Гран-при» (англ. Grand Prix) нужно проехать серию из четырёх гонок, по окончании каждой из которых участникам начисляются очки в зависимости от занятого места; побеждает участник или команда, получившие больше очков по итогам серии. В «Показательной гонке» (англ. Exhibition) игрок может самостоятельно выбрать трассу и настроить условия заезда (например, количество команд или кругов). В «Раздельном старте» (англ. Time-Trial) нужно установить лучшее время круга и сравнить его в списке лидеров с другими игроками или друзьями. В гараже игрок может изменить детали, влияющие на характеристики, или оформление транспортных средств: новые элементы модификации открываются по мере прохождения игры, а также при покупке мод-капсул. Внутриигровая валюта для покупки мод-капсул начисляется игроку после каждого заезда, и её количество зависит от результатов (например, занятого места и количества собранных колец). Помимо этого, мод-капсулы также могут содержать бонусные коробки, включающие как Виспов (тем самым делая их в распоряжении игрока с начала заезда), так и дополнительные улучшения условий гонки (например, ускоренное заполнение шкалы Командной Суперсилы): одну из этих коробок можно выбрать перед началом гонки, тем самым разово её задействовав.
Многопользовательская игра реализована несколькими способами. Так, имеется возможность подключить до 4 игроков по технологии разделённого экрана: таким способом можно проходить «Командное приключение» (до 3 игроков) либо играть в режимах «Гран-при» и «Показательная гонка» раздела «Локальная игра». На платформе Nintendo Switch также есть возможность использовать беспроводную локальную сеть для подключения до 4 консолей и до 8 игроков. В разделе «Игра онлайн» предлагаются соревнованияя по локальной сети или через интернет с другими людьми — до 12 игроков — как в стандартном, так и в рейтинговом варианте. В последнем случае победы увеличивают ранг игрока, а также позволяют ему зарабатывать эмблемы (чем выше ранг, тем лучше эмблема), и подборка других игроков ведётся в соответствии с текущим рейтингом; однако, при проигрышах и длительном перерыве ранг игрока уменьшается. Команды в сетевой игре назначаются в случайном порядке или же организатором лобби.

### Трассы
Всего в игре 21 трасса, среди которых — 7 локаций, по 3 трассы в каждой. Изначально доступно только 6 локаций, в то время как «Файнал Фортрес» становится доступна в «Командном приключении» в главе 7, а после завершения «Командного приключения» — и в остальных разделах игры.
| Плэнет Висп   | Сисайд-Хилл | Глэсьелэнд        | Казино-Парк   | Сэндополис       | Орэндж Руфс  | Файнал Фортрес |
| ------------- | ----------- | ----------------- | ------------- | ---------------- | ------------ | -------------- |
| Висп Сиркуит  | Оушен Вью   | Айс Маунтин       | Рулетт-Роуд   | Сэнд-Роуд        | Маркет-Стрит | Сандер Дек     |
| Мазерс Кэньон | Лост Пэлэс  | Фроузен Джанк-ярд | Бинго-Пати    | Бу-Хаус          | Скайроуд     | Дарк Арсенал   |
| Докторс Майн  | Уэйл Лагун  | Хидден Волкано    | Пинбол-Хайвей | Клокворк Пирамид | Хонтид Касл  | Турбайн Луп    |

## Сюжет
Эми приглашает Соника на пикник в компанию вместе с ней, Бигом и Омочао. Соник, в свою очередь, рассказал о приглашении на гонку, которое получил он вместе с Тейлзом и Наклзом. Организатором данного командного соревнования выступает некий тануки Додон Па, который вызвал у друзей Соника подозрения: по их догадкам, это может быть очередным злодейским планом доктора Эггмана с целью разузнать способности героев и использовать их в своих целях. Несмотря на свои подозрения, герои соглашаются на участие в гонке. Герои в ходе соревнований обучаются новым возможностям и выполняют различные задания, которые даёт Додон Па. Через некоторое время Соник и его друзья видят Вектора, Блейз и Сильвера. Сильвер утверждает, что получил приглашение на гонку в своём веке и отправился на 200 лет назад для участия, и это всех удивило. Вектор и Блейз отнеслись к Додону Па с недоверием, но тот посулил героям крупный денежный приз за победу, и Вектор уговорил Блейз и Сильвера участвовать с ним в одной команде. Вскоре в гонку вступает и доктор Эггман. Помимо участия, он также помогает Додону Па создавать новые задания, а тот, в свою очередь, обещает доктору сделать некий Двигатель Суперсилы. Сильвер и Тейлз услышали этот разговор Эггмана и Додона Па, и их опасения усилились, так как они оба могут действовать заодно. Через несколько заездов к гонке присоединяется команда Тьмы — Руж, Шэдоу и Омега, которые, по их словам, решили разузнать и сорвать планы доктора, но Соник решил доказать Шэдоу, что справится с этим быстрее.
Спустя некоторое время Блейз заметила, что Сильвер предчувствует опасность. Также она разузнала истинную причину участия Вектора в гонке — по его словам, он это сделал по просьбе Тейлза. Сильвер, ввиду опасений, попросил чао внимательно следить за происходящим во время гонок. В это время Биг неоднократно замечал кого-то на трассе. Вскоре друзья заметили Завока, о котором и упоминал Биг. Завоку не удалось скрыться с посторонних глаз, что несколько помешало ходу планов Эггмана. Вскоре Вектор связался с Эспио, который вместе с Чарми собирал информацию о Додоне Па. Оказалось, что последний является президентом автомобильной корпорации «Донпа Моторс» и королём планеты «Королевство Донпа». Мотивом же приглашения на гонку послужило создание секретного Двигателя Суперсилы, для чего ему понадобилось собрать информацию о командной работе участников. Это вызвало у всех облегчение, но уже вскоре Эггман с помощью Завока и Метал Соника похищает Додона Па с целью использовать Двигатель Суперсилы для устранения Соника и для захвата мира. Додон Па, однако, говорит Эггману, что двигатель ещё не готов, поскольку не все данные участников были собраны. Эггман приказал Завоку и Метал Сонику победить Соника и его друзей в гонках. После же нескольких неудач приспешников доктор присоединился к участию сам. Когда Двигатель Суперсилы наконец был готов, Эггман украл его и поместил в свою машину «Яйцо Смерти». Сонику и его друзьям, тем не менее, удалось победить машину в гонке, после чего «Яйцо Смерти» выходит из-под контроля и уничтожает энергетическое ядро. В результате взрывается корабль Эггмана вместе с машинами героев, однако всем удалось спастись. Додон Па в знак благодарности за спасение подарил Сонику и его друзьям новые машины и выразил желание ещё раз увидеть их соревновательный дух, на что все согласились.

## Разработка игры
| Системные требования    | Системные требования                                        | Системные требования                                       |
| ----------------------- | ----------------------------------------------------------- | ---------------------------------------------------------- |
|                         | Минимальные                                                 | Рекомендуемые                                              |
| Windows                 |                                                             |                                                            |
| ОС                      | Windows 7 64 бит или новее                                  | Windows 7 64 бит или новее                                 |
| ЦПУ                     | Intel Core i3 4130T (2.9 ГГц) или AMD FX 6300 (3.5 ГГц)     | Intel i5 – 8600K (3.6 ГГц) или Ryzen 5 1600X (3.6 ГГц)     |
| Объём ОЗУ               | 4 ГБ                                                        | 8 ГБ                                                       |
| Место на диске          | 32 ГБ                                                       | 32 ГБ                                                      |
| Информационный носитель | цифровая дистрибуция (Steam)                                | цифровая дистрибуция (Steam)                               |
| Видеокарта              | Nvidia GeForce GTX 770 (2 ГБ) или AMD Radeon HD 7870 (2 ГБ) | Nvidia GeForce GTX 970 (4 ГБ) или AMD Radeon RX 570 (4 ГБ) |
| Звуковая плата          | аудиокарта, совместимая с DirectX 11                        | аудиокарта, совместимая с DirectX 11                       |

Разработкой Team Sonic Racing занималась студия Sumo Digital, а издателем, как и в случае с большинством других игр серии Sonic the Hedgehog, выступила компания Sega. Таким образом, игра стала третьей гоночной частью франшизы, созданной этой студией; однако, в отличие от предшественников — Sonic & Sega All-Stars Racing и Sonic & All-Stars Racing Transformed — Team Sonic Racing полностью сосредотачивается на вселенной Sonic the Hedgehog, игнорируя персонажей и трассы других франшиз компании Sega. Такое решение, по утверждению создателей, было принято с целью более глубокого погружения во вселенную Соника. В сравнении с предыдущими играми были также внесены изменения в гоночный процесс — так, в Team Sonic Racing отсутствует трансформация транспортных средств из Sonic & All-Stars Racing Transformed, но, при этом, внедрена возможность их модификации, которая меняет как внешний вид, так и характеристики машин. Кроме того, большое внимание было уделено кооперативной составляющей — персонажи разделены на команды, и во время гонок члены одной команды должны выполнять совместные действия, что влияет на ход заезда и, тем самым, значительно расширяет тактику игры. Сосредоточенность на вселенной Соника, по словам разработчиков, также позволило внедрить в Team Sonic Racing сюжетный режим прохождения с «лёгким повествованием», в котором объясняется мотивация участия в состязаниях тех или иных персонажей. Создание игры велось для консолей Nintendo Switch, PlayStation 4 и Xbox One, а также для PC-совместимых компьютеров под управлением Windows.
По словам продюсера серии, Такаси Иидзуки, разработка Team Sonic Racing началась в 2017 году, ещё до выхода Sonic Mania и Sonic Forces; помимо прочего, в то время как последние были ориентированы на экшн-составляющую, гоночный спин-офф предназначался для более казуальной аудитории. Особую трудность у создателей вызывала реализация командного взаимодействия и различных типов персонажей, что потребовало лучшим образом продумать дизайн трасс и многопользовательскую составляющую, таким образом обеспечив удобство и доступность для широкого круга игроков. Специально для Team Sonic Racing разработчики придумали нового персонажа — Додона Па, который выступает организатором гонок и дизайн которого создал Юдзи Уэкава, известный по дизайну персонажей предыдущих частей франшизы; по утверждению Иидзуки, он хотел, чтобы дизайн Додона Па выглядел нейтральным и обаятельным. Транспортные средства были разработаны так, чтобы подчеркнуть индивидуальность каждого из персонажей, а возможности модификации позволили бы игрокам выделиться среди остальных людей в многопользовательских режимах. Однако, в Team Sonic Racing отсутствует поддержка кросс-платформенного мультиплеера, что, по словам Иидзуки, связано с техническими ограничениями. Игра создавалась на модифицированной версии собственного движка Sumo Digital, ранее использованного в предыдущих работах студии — Sonic & Sega All-Stars Racing и Sonic & All-Stars Racing Transformed, что, по заявлению геймдизайнера Ричарда Ачерки, позволило с лёгкостью оптимизировать Team Sonic Racing под каждую платформу.
Первоначально Sumo Digital хотели сделать игровой процесс Team Sonic Racing схожим с таковым в их предыдущей работе — Sonic & All-Stars Racing Transformed, поскольку данная игра вызвала положительный отклик игроков и прессы. Иидзука задумал командный игровой процесс после того, как увидел своего сына, играющего в картинг с друзьями: он заметил, что не все люди были радостны, и задумался о том, как можно им всем вместе получить удовольствие от игры. В качестве наглядного образца для создания командных игровых механик Sumo Digital взяли Sonic Heroes — платформер серии, в котором тоже реализована работа персонажей в команде. Поскольку Team Sonic Racing сосредоточена исключительно на франшизе ежа, традиционные для гоночных игр на картах усилители было решено выполнить в виде Виспов — существ, регулярно появляющихся в играх серии Sonic the Hedgehog, начиная с Sonic Colors. Команда создателей работала с персоналом японского подразделения Sonic Team, чтобы получить одобрение своих концепций.

## Маркетинг и выпуск
Слухи о новой гоночной игре про Соника возникли в январе 2018 года, когда в сети произошла утечка внутренней заметки Sumo Digital, содержащей информацию о «необъявленной картинговой игре» для «установленного глобального IP». Былое участие студии в создании гоночных игр с Соником вызвало предположение, что она разрабатывает новую часть Sonic & Sega All-Stars Racing. Однако, это было отвергнуто менеджером сообщества Sega Аароном Уэббером. Несмотря на его ответ, несколько компаний по производству игрушек ссылались на будущую гоночную картинговую игру про Соника в феврале 2018 года. В начале февраля представитель компании Zappies сообщил на ярмарке игрушек Spielwarenmesse в Нюрнберге, что в разработке находится третья гоночная картинговая игра про Соника, и что компания намеревалась сделать игрушечные фигурки в качестве сопутствующего товара для игры. Аналогичным образом, в конце месяца отдельная компания по производству игрушек Diamond Select Toys также указала на игрушки 2018 года, основанные на серии видеоигр Sonic the Hedgehog. Несколько журналистов отметили, что комментарии Уэббера, возможно, намекали на имя Sega All-Stars, и что он не обесценил предпосылки новой гоночной игры про Соника, а дальнейшие слухи об игре без каких-либо других IP-адресов Sega возникли в том же месяце. Связанное объявление о Сонике было назначено на 16 марта 2018 года на юге по Юго-Западной конвенции. В то время игра ещё не была анонсирована, но в тизере с выставки SXSW на официальной учётной записи франшизы про Соника в «Твиттере» уже показали новую гоночную игру в тот же день.
В мае 2018 года Уэббер заявил, что Sega объявит больше информации об игре, которая «скоро» будет показана в трейлере. 29 мая 2018 года произошла утечка названия Team Sonic Racing в онлайн-розничном списке Walmart. Вскоре после утечки Sega подтвердила, что игра была настоящая. Официальный анонс Team Sonic Racing состоялся 30 мая 2018 года: в тот день был выпущен первый трейлер гоночной аркады, а также выложены в сеть скриншоты, описание и прочая информация о проекте, включая возможность оформить предварительный заказ. Демоверсии игры с различными наборами трасс, персонажей и режимов впоследствии были доступны на выставках E3 2018, Gamescom 2018 и Tokyo Game Show 2018. На Comic-Con 2018 также было объявлено о выпуске в октябре основанного на Team Sonic Racing ваншот-комикса от IDW Publishing, сценаристом которого выступил Калеб Гёлльнер, а художником — Адам Брайс Томас. 31 августа Team Sonic Racing присутствовала на мероприятии PAX West, где посетители получали в подарок эксклюзивный постер, выполненный в стиле игры. 16 марта 2019 года на SXSW в дополнение к комиксу был также анонсирован анимационный YouTube-сериал Team Sonic Racing Overdrive, созданием которого занимался Тайсон Гессе (до этого работавший над другим анимационным YouTube-сериалом про Соника — Sonic Mania Adventures, а также над кат-сценами в Sonic Mania) совместно с Neko Productions. По словам создателей, перед Team Sonic Racing не была поставлена задача конкурировать с Mario Kart и превзойти её — по их мнению, каждая из подобных гонок на картах предлагает что-то своё, и вкупе с высоким спросом на подобные игры каждый человек сможет найти в них что-то подходящее под свои вкус и предпочтения.
Изначально выход Team Sonic Racing был запланирован на конец 2018 года, но впоследствии был перенесён из-за желания разработчиков улучшить финальный продукт и предоставить игрокам максимально качественный опыт, которым они смогут наслаждаться долгие годы. В итоге выпуск состоялся 21 мая 2019 года — версия для Windows распространяется с помощью сервиса цифровой дистрибуции Steam, в то время как на консолях игра также доступна на физических носителях. Официальным локализатором Team Sonic Racing выступила компания «СофтКлаб», которая выпустила Team Sonic Racing с русскими субтитрами. Для Team Sonic Racing было решено не выпускать загружаемый контент и не внедрять микроплатежи, поскольку разработчики посчитали важным решением предоставить игрокам доступ ко всему контенту и возможностям путём заработка и траты исключительно внутриигровой валюты, не задействовав реальные деньги. 19 сентября 2019 года вышла упрощённая версия игры только для сервиса Apple Arcade на устройствах iOS, macOS и Apple TV. 27 октября 2020 года на Nintendo Switch игра была переиздана в комплекте с другой частью серии — Sonic Mania. В июне 2021 года версия Team Sonic Racing для PlayStation 4 стала доступна в сервисе PlayStation Now, а в марте 2022 года она стала бесплатной для загрузки по подписке PlayStation Plus.

## Музыка

Обложка музыкального альбома Team Sonic Racing Original Soundtrack Maximum Overdrive

Над музыкальным сопровождением Team Sonic Racing работали композитор Дзюн Сэноуэ, принимавший участие в создании саундтреков ко многим предыдущим играм серии Sonic the Hedgehog, а также чиптюн-художница Ториена, басист Такеси Танеда, вокалист DangerKids Тайлер Смит, известный по музыке к Sonic Mania Ти Лопес и многие другие. Объединение такого большого коллектива, по словам Такаси Иидзуки, позволило использовать для каждого трека свой метод создания и, как следствие, индивидуальность звучания, а написание песен в команде соответствует концепции игры; Иидзука также отметил, что если музыка в гоночной игре не будет крутой, то веселье уменьшится вдвое. Композиции в основном представлены стилизованными под рок-музыку ремиксами и аранжировками треков из предыдущих частей франшизы; по словам Сэноуэ и Ториены, они хотели усовершенствовать мелодии из старых игр, придав им обновлённое звучание, но при этом сохранив их узнаваемый ретро-стиль для удовлетворения большего количества фанатов серии. В качестве же главной музыкальной темы Team Sonic Racing группой Crush 40 была исполнена новая песня «Green Light Ride».
При приобретении Team Sonic Racing в Японии на Amazon покупатели получали в подарок изданный лейблом Wave Master цифровой музыкальный альбом Team Sonic Racing Trailer Music Selection с четырьмя композициями из игры в формате MP3, а 29 мая 2019 года под лейблом Wave Master был выпущен альбом Team Sonic Racing Original Soundtrack Maximum Overdrive, содержащий полный саундтрек игры и изданный как в цифровом виде с помощью сервисов iTunes, Amazon Music, Apple Music и Spotify, так и на трёх компакт-дисках. Впоследствии песня «Green Light Ride» также вошла в альбомы Driving Through Forever The Ultimate Crush 40 Collection и Sonic 30th Anniversary Symphony, а другие композиции из Team Sonic Racing — в Jun Senoue The Works III, Sonic The Hedgehog Non-Stop Music Selection и Sonic the Hedgehog DJ Style Party.
| №                   | Название                          | Текст песни         | Музыка              | Исполнитель         | Длительность |
| ------------------- | --------------------------------- | ------------------- | ------------------- | ------------------- | ------------ |
| 1.                  | «Green Light Ride (E3 2018 ver.)» | Джонни Джиоэли      | Дзюн Сэноуэ         | Джонни Джиоэли      | 1:29         |
| 2.                  | «Team Gameplay Spotlight»         |                     | Дзюн Сэноуэ         |                     | 1:22         |
| 3.                  | «Customization Spotlight»         |                     | Дзюн Сэноуэ         |                     | 1:50         |
| 4.                  | «Character Types Spotlight»       |                     | Дзюн Сэноуэ         |                     | 1:28         |
| Общая длительность: | Общая длительность:               | Общая длительность: | Общая длительность: | Общая длительность: | 6:09         |

| №                   | Название                               | Текст песни         | Музыка                       | Исполнитель         | Длительность |
| ------------------- | -------------------------------------- | ------------------- | ---------------------------- | ------------------- | ------------ |
| 1.                  | «Green Light Ride — Main Theme of TSR» | Джонни Джиоэли      | Дзюн Сэноуэ                  | Джонни Джиоэли      | 4:37         |
| 2.                  | «System — Start Screen»                |                     | Дзюн Сэноуэ                  |                     | 1:51         |
| 3.                  | «System — Select Game Mode»            |                     | Дзюн Сэноуэ                  |                     | 1:58         |
| 4.                  | «Wisp Circuit: Intro Fly-by/Lap Music» |                     | Дзюн Сэноуэ                  |                     | 4:20         |
| 5.                  | «Wisp Circuit: Final Lap»              |                     | Дзюн Сэноуэ                  |                     | 2:40         |
| 6.                  | «Wisp Circuit: Goal»                   |                     | Дзюн Сэноуэ                  |                     | 0:07         |
| 7.                  | «Mother’s Canyon: Intro Fly-by»        |                     | Дзюн Сэноуэ                  |                     | 0:16         |
| 8.                  | «Mother’s Canyon: Lap Music»           |                     | Дзюн Сэноуэ                  |                     | 2:42         |
| 9.                  | «Mother’s Canyon: Final Lap»           |                     | Дзюн Сэноуэ                  |                     | 2:25         |
| 10.                 | «Mother’s Canyon: Goal»                |                     | Дзюн Сэноуэ                  |                     | 0:09         |
| 11.                 | «Doctor’s Mine: Intro Fly-by»          |                     | Дзюн Сэноуэ                  |                     | 0:24         |
| 12.                 | «Doctor’s Mine: Lap Music»             |                     | Дзюн Сэноуэ                  |                     | 3:54         |
| 13.                 | «Doctor’s Mine: Final Lap»             |                     | Дзюн Сэноуэ                  |                     | 2:20         |
| 14.                 | «Doctor’s Mine: Goal»                  |                     | Дзюн Сэноуэ                  |                     | 0:10         |
| 15.                 | «System — Main Menu»                   |                     | Дзюн Сэноуэ                  |                     | 1:31         |
| 16.                 | «System — Loading»                     |                     | Дзюн Сэноуэ, Wall5           |                     | 0:50         |
| 17.                 | «Ocean View: Intro Fly-by»             |                     | Дзюн Сэноуэ, Ричард Джейкс   |                     | 0:19         |
| 18.                 | «Ocean View: Lap Music»                |                     | Дзюн Сэноуэ, Ричард Джейкс   |                     | 3:53         |
| 19.                 | «Ocean View: Final Lap»                |                     | Дзюн Сэноуэ, Ричард Джейкс   |                     | 2:11         |
| 20.                 | «Ocean View: Goal»                     |                     | Дзюн Сэноуэ, Ричард Джейкс   |                     | 0:09         |
| 21.                 | «Lost Palace: Intro Fly-by»            |                     | Хидекуни Хорита, Дзюн Сэноуэ |                     | 0:16         |
| 22.                 | «Lost Palace: Lap Music»               |                     | Хидекуни Хорита, Дзюн Сэноуэ |                     | 3:32         |
| 23.                 | «Lost Palace: Final Lap»               |                     | Хидекуни Хорита, Дзюн Сэноуэ |                     | 2:01         |
| 24.                 | «Lost Palace: Goal»                    |                     | Хидекуни Хорита, Дзюн Сэноуэ |                     | 0:09         |
| 25.                 | «Whale Lagoon: Intro Fly-by»           |                     | Дзюн Сэноуэ, Hyper Potions   |                     | 0:20         |
| 26.                 | «Whale Lagoon: Lap Music»              |                     | Дзюн Сэноуэ, Hyper Potions   |                     | 4:07         |
| 27.                 | «Whale Lagoon: Final Lap»              |                     | Дзюн Сэноуэ, Hyper Potions   |                     | 2:34         |
| 28.                 | «Whale Lagoon: Goal»                   |                     | Дзюн Сэноуэ, Hyper Potions   |                     | 0:07         |
| 29.                 | «System — Mod Pods»                    |                     | Ричард Джейкс, Дзюн Сэноуэ   |                     | 1:54         |
| 30.                 | «System — Result Screen»               |                     | Ти Лопес, Дзюн Сэноуэ        |                     | 1:28         |
| 31.                 | «Green Light Ride (Racing Mix)»        |                     | Crush 40                     |                     | 4:43         |
| 32.                 | «Green Light Ride (Opening ver.)»      |                     | Crush 40                     |                     | 1:50         |
| 33.                 | «System — Options»                     |                     | Crush 40                     |                     | 0:27         |
| 34.                 | «System — Online Multiplayer»          |                     | Crush 40                     |                     | 1:09         |
| 35.                 | «System — Tips»                        |                     | Crush 40                     |                     | 0:42         |
| 36.                 | «System — Player Stats»                |                     | Crush 40                     |                     | 0:45         |
| 37.                 | «Mother’s Canyon (Spotlight ver.)»     |                     | Дзюн Сэноуэ                  |                     | 1:21         |
| 38.                 | «Green Light Ride — Wall5 Remix»       | Джонни Джиоэли      | Дзюн Сэноуэ, Wall5           |                     | 4:03         |
| Общая длительность: | Общая длительность:                    | Общая длительность: | Общая длительность:          | Общая длительность: | 68:14        |

| №                   | Название                                      | Текст песни         | Музыка                     | Длительность |
| ------------------- | --------------------------------------------- | ------------------- | -------------------------- | ------------ |
| 1.                  | «Green Light Ride — The Qemists Scores Remix» | Джонни Джиоэли      | Дзюн Сэноуэ, The Qemists   | 3:58         |
| 2.                  | «Ice Mountain: Intro Fly-by»                  |                     | Томоя Отани, Hyper Potions | 0:20         |
| 3.                  | «Ice Mountain: Lap Music»                     |                     | Томоя Отани, Hyper Potions | 3:36         |
| 4.                  | «Ice Mountain: Final Lap»                     |                     | Томоя Отани, Hyper Potions | 1:25         |
| 5.                  | «Ice Mountain: Goal»                          |                     | Томоя Отани, Hyper Potions | 0:13         |
| 6.                  | «Frozen Junkyard: Intro Fly-by»               |                     | Дзюн Сэноуэ, Тайлер Смит   | 0:23         |
| 7.                  | «Frozen Junkyard: Lap Music»                  |                     | Дзюн Сэноуэ, Тайлер Смит   | 3:21         |
| 8.                  | «Frozen Junkyard: Final Lap/Goal»             |                     | Дзюн Сэноуэ, Тайлер Смит   | 2:01         |
| 9.                  | «Hidden Volcano: Intro Fly-by»                |                     | Дзюн Сэноуэ                | 0:22         |
| 10.                 | «Hidden Volcano: Lap Music»                   |                     | Дзюн Сэноуэ                | 2:22         |
| 11.                 | «Hidden Volcano: Final Lap»                   |                     | Дзюн Сэноуэ                | 1:07         |
| 12.                 | «Hidden Volcano: Goal»                        |                     | Дзюн Сэноуэ                | 0:09         |
| 13.                 | «Roulette Road: Intro Fly-by»                 |                     | Дзюн Сэноуэ, Ториена       | 0:20         |
| 14.                 | «Roulette Road: Lap Music»                    |                     | Дзюн Сэноуэ, Ториена       | 3:20         |
| 15.                 | «Roulette Road: Final Lap»                    |                     | Дзюн Сэноуэ, Ториена       | 1:59         |
| 16.                 | «Roulette Road: Goal»                         |                     | Дзюн Сэноуэ, Ториена       | 0:07         |
| 17.                 | «Bingo Party: Intro Fly-by»                   |                     | Кеити Сугияма, Ториена     | 0:16         |
| 18.                 | «Bingo Party: Lap Music»                      |                     | Кеити Сугияма, Ториена     | 4:15         |
| 19.                 | «Bingo Party: Final Lap»                      |                     | Кеити Сугияма, Ториена     | 2:31         |
| 20.                 | «Bingo Party: Goal»                           |                     | Кеити Сугияма, Ториена     | 0:09         |
| 21.                 | «Pinball Highway: Intro Fly-by»               |                     | Дзюн Сэноуэ, Ториена       | 0:16         |
| 22.                 | «Pinball Highway: Lap Music»                  |                     | Дзюн Сэноуэ, Ториена       | 2:06         |
| 23.                 | «Pinball Highway: Final Lap»                  |                     | Дзюн Сэноуэ, Ториена       | 1:01         |
| 24.                 | «Pinball Highway: Goal»                       |                     | Дзюн Сэноуэ, Ториена       | 0:12         |
| 25.                 | «Sand Road: Intro Fly-by»                     |                     | Кэнъити Токои, Ти Лопес    | 0:18         |
| 26.                 | «Sand Road: Lap Music»                        |                     | Кэнъити Токои, Ти Лопес    | 4:01         |
| 27.                 | «Sand Road: Final Lap»                        |                     | Кэнъити Токои, Ти Лопес    | 1:35         |
| 28.                 | «Sand Road: Goal»                             |                     | Кэнъити Токои, Ти Лопес    | 0:11         |
| 29.                 | «Boo’s House: Intro Fly-by»                   |                     | Дзюн Сэноуэ, Ти Лопес      | 0:19         |
| 30.                 | «Boo’s House: Lap Music»                      |                     | Дзюн Сэноуэ, Ти Лопес      | 3:03         |
| 31.                 | «Boo’s House: Final Lap»                      |                     | Дзюн Сэноуэ, Ти Лопес      | 1:05         |
| 32.                 | «Boo’s House: Goal»                           |                     | Дзюн Сэноуэ, Ти Лопес      | 0:11         |
| 33.                 | «Clockwork Pyramid: Intro Fly-by»             |                     | Дзюн Сэноуэ                | 0:23         |
| 34.                 | «Clockwork Pyramid: Lap Music»                |                     | Дзюн Сэноуэ                | 3:27         |
| 35.                 | «Clockwork Pyramid: Final Lap»                |                     | Дзюн Сэноуэ                | 1:31         |
| 36.                 | «Clockwork Pyramid: Goal»                     |                     | Дзюн Сэноуэ                | 0:13         |
| 37.                 | «Narrative Cue: Peaceful»                     |                     | Audissi Studios            | 1:34         |
| 38.                 | «Narrative Cue: Pre Race»                     |                     | Audissi Studios            | 1:05         |
| 39.                 | «Narrative Cue: Comical»                      |                     | Audissi Studios            | 1:03         |
| 40.                 | «Narrative Cue: Threatening»                  |                     | Audissi Studios            | 1:14         |
| 41.                 | «Narrative Cue: Meeting Team Sonic»           |                     | Audissi Studios            | 0:25         |
| 42.                 | «Narrative Cue: Meeting Team Dark»            |                     | Audissi Studios            | 0:24         |
| 43.                 | «Narrative Cue: Meeting Team Rose»            |                     | Audissi Studios            | 0:26         |
| 44.                 | «Narrative Cue: Meeting Team Vector»          |                     | Audissi Studios            | 0:25         |
| 45.                 | «Narrative Cue: Emergency»                    |                     | Audissi Studios            | 1:02         |
| 46.                 | «Narrative Cue: Eggman’s Dread»               |                     | Audissi Studios            | 1:09         |
| Общая длительность: | Общая длительность:                           | Общая длительность: | Общая длительность:        | 60:53        |

| №                   | Название                               | Текст песни         | Музыка                     | Длительность |
| ------------------- | -------------------------------------- | ------------------- | -------------------------- | ------------ |
| 1.                  | «Green Light Ride — Tyler Smyth Remix» | Джонни Джиоэли      | Дзюн Сэноуэ, Тайлер Смит   | 2:57         |
| 2.                  | «Market Street: Intro Fly-by»          |                     | Томоя Отани, Hyper Potions | 0:23         |
| 3.                  | «Market Street: Lap Music»             |                     | Томоя Отани, Hyper Potions | 3:36         |
| 4.                  | «Market Street: Final Lap»             |                     | Томоя Отани, Hyper Potions | 1:35         |
| 5.                  | «Market Street: Goal»                  |                     | Томоя Отани, Hyper Potions | 0:10         |
| 6.                  | «Sky Road: Intro Fly-by»               |                     | Томоя Отани                | 0:26         |
| 7.                  | «Sky Road: Lap Music»                  |                     | Томоя Отани                | 4:04         |
| 8.                  | «Sky Road: Final Lap/Goal»             |                     | Томоя Отани                | 1:31         |
| 9.                  | «Haunted Castle: Intro Fly-by»         |                     | Ти Лопес                   | 0:18         |
| 10.                 | «Haunted Castle: Lap Music»            |                     | Ти Лопес                   | 3:48         |
| 11.                 | «Haunted Castle: Final Lap»            |                     | Ти Лопес                   | 1:25         |
| 12.                 | «Haunted Castle: Goal»                 |                     | Ти Лопес                   | 0:09         |
| 13.                 | «Thunder Deck: Intro Fly-by»           |                     | Дзюн Сэноуэ, Тайлер Смит   | 0:24         |
| 14.                 | «Thunder Deck: Lap Music»              |                     | Дзюн Сэноуэ, Тайлер Смит   | 2:50         |
| 15.                 | «Thunder Deck: Final Lap»              |                     | Дзюн Сэноуэ, Тайлер Смит   | 2:17         |
| 16.                 | «Thunder Deck: Goal»                   |                     | Дзюн Сэноуэ, Тайлер Смит   | 0:13         |
| 17.                 | «Dark Arsenal: Intro Fly-by»           |                     | Дзюн Сэноуэ, Wall5         | 0:24         |
| 18.                 | «Dark Arsenal: Lap Music»              |                     | Дзюн Сэноуэ, Wall5         | 3:54         |
| 19.                 | «Dark Arsenal: Final Lap»              |                     | Дзюн Сэноуэ, Wall5         | 2:17         |
| 20.                 | «Dark Arsenal: Goal»                   |                     | Дзюн Сэноуэ, Wall5         | 0:14         |
| 21.                 | «Turbine Loop: Intro Fly-by»           |                     | Дзюн Сэноуэ, Wall5         | 0:25         |
| 22.                 | «Turbine Loop: Lap Music»              |                     | Дзюн Сэноуэ, Wall5         | 2:28         |
| 23.                 | «Turbine Loop: Final Lap»              |                     | Дзюн Сэноуэ, Wall5         | 1:32         |
| 24.                 | «Turbine Loop: Goal»                   |                     | Дзюн Сэноуэ, Wall5         | 0:14         |
| 25.                 | «Team Ultimate: Sonic»                 |                     | Дзюн Сэноуэ                | 0:27         |
| 26.                 | «Team Ultimate: Tails»                 |                     | Дзюн Сэноуэ                | 0:28         |
| 27.                 | «Team Ultimate: Knuckles»              |                     | Дзюн Сэноуэ                | 0:26         |
| 28.                 | «Team Ultimate: Shadow»                |                     | Crush 40                   | 0:35         |
| 29.                 | «Team Ultimate: Rouge»                 |                     | Дзюн Сэноуэ                | 0:32         |
| 30.                 | «Team Ultimate: Omega»                 |                     | Julien-K                   | 0:34         |
| 31.                 | «Team Ultimate: Amy»                   |                     | Дзюн Сэноуэ                | 0:39         |
| 32.                 | «Team Ultimate: Chao»                  |                     | Дзюн Сэноуэ                | 0:33         |
| 33.                 | «Team Ultimate: Big»                   |                     | Дзюн Сэноуэ                | 0:55         |
| 34.                 | «Team Ultimate: Silver»                |                     | Томоя Отани                | 0:35         |
| 35.                 | «Team Ultimate: Blaze»                 |                     | Дзюн Сэноуэ                | 0:27         |
| 36.                 | «Team Ultimate: Vector»                |                     | Гуннар Нельсон             | 0:46         |
| 37.                 | «Team Ultimate: Metal Sonic»           |                     | Кэнъити Токои              | 0:38         |
| 38.                 | «Team Ultimate: Eggman»                |                     | Дзюн Сэноуэ                | 0:42         |
| 39.                 | «Team Ultimate: Zavok»                 |                     | Дзюн Сэноуэ                | 0:36         |
| 40.                 | «Team Adventure: Planet Wisp»          |                     | Росс Трегенца              | 2:52         |
| 41.                 | «Team Adventure: Seaside Hill»         |                     | Росс Трегенца              | 3:42         |
| 42.                 | «Team Adventure: Glacierland»          |                     | Росс Трегенца              | 1:23         |
| 43.                 | «Team Adventure: Casino Park»          |                     | Росс Трегенца              | 2:01         |
| 44.                 | «Team Adventure: Rooftop Run»          |                     | Росс Трегенца              | 2:22         |
| 45.                 | «Team Adventure: Sandopolis»           |                     | Росс Трегенца              | 1:52         |
| 46.                 | «Team Adventure: Final Fortress»       |                     | Росс Трегенца              | 1:04         |
| Общая длительность: | Общая длительность:                    | Общая длительность: | Общая длительность:        | 61:43        |

## Оценки и мнения
| Сводный рейтинг       | Сводный рейтинг                                 |
| Агрегатор             | Оценка                                          |
| --------------------- | ----------------------------------------------- |
| GameRankings          | - 72,49 % (PS4) - 71,25 % (XONE) - 70,83 % (NS) |
| Metacritic            | 73/100 (XONE) 72/100 (PS4) 71/100 (NS)          |
| «Критиканство»        | 66/100                                          |
| Иноязычные издания    |                                                 |
| Издание               | Оценка                                          |
| Destructoid           | 7/10                                            |
| Edge                  | 6/10                                            |
| Famitsu               | 34/40                                           |
| Game Informer         | 7,25/10                                         |
| GameSpot              | 7/10                                            |
| GamesRadar+           | [ 89 ]                                          |
| IGN                   | 8,5/10                                          |
| Nintendo World Report | 7,5/10                                          |
| OXM                   | 7/10                                            |
| The Guardian          | [ 92 ]                                          |
| VideoGamer            | 7/10                                            |
| XboxAddict            | 70 %                                            |
| Русскоязычные издания |                                                 |
| Издание               | Оценка                                          |
| 3DNews                | 7/10                                            |
| «Игромания»           | [ 7 ]                                           |
| «Канобу»              | 7/10                                            |

Team Sonic Racing получила преимущественно позитивные отзывы от критиков. К достоинствам игры были отнесены механика командного взаимодействия, разнообразие режимов и проработанные трассы, но среди недостатков отмечены неинтересный сюжет и недостаток контента. На сайте Metacritic средняя оценка составляет 73 балла из 100 возможных в версии для Xbox One, 72 балла — для PlayStation 4 и 71 балл — для Nintendo Switch. Схожая статистика опубликована на GameRankings: 72,49% — для PlayStation 4, 71,25% — для Xbox One и 70,83% — для Nintendo Switch. Team Sonic Racing сопутствовал коммерческий успех: за первую неделю после выхода гонка заняла 1-е место в чарте розничных продаж игр в Великобритании (впервые в серии со времён Mario & Sonic at the Olympic Games), а в Японии — 13-е для Switch (3339 копий) и 16-е для PlayStation 4 (2432 копии); эти результаты в 2 раза превысили продажи предыдущей гоночной игры с участием Соника — Sonic & All-Stars Racing Transformed. Team Sonic Racing также была номинантом на получение премий Game Critics Awards на E3 2018 в категории «Лучшая гоночная игра», NAVGTR Awards в категории «Игра, гоночная франшиза» и TIGA в категории «Лучшая гоночная игра».
Новая механика командного взаимодействия и многопользовательские возможности были в основном положительно встречены рецензентами. «Это [командное взаимодействие] полностью соответствует приятному настроению Соника и работает намного лучше, чем вы ожидаете» — заявил обозреватель Destructoid, Крис Картер. В редакции Famitsu командные механики посчитали весёлыми, разнообразными, а также добавляющими «ощущение единства». Журналист Game Informer, Брайан Ши, назвал командную механику положительным дополнением к формуле гонок на картах, но посчитал неприятным моментом членов команды, которые своим отставанием могут испортить результаты гонки. Джеймс Суинбанкс, представитель GameSpot, отнёс к достоинствам сосредоточенность на командных гонках, что «добавляет глубины» действиям на трассе. Высоко нововведения оценил Дэвид Джагно (IGN), назвав командное взаимодействие инновационной, продуманной и захватывающей системой, «которая побуждает держаться вместе, чтобы поддерживать друг друга». Митчелл Партон, рецензент Nintendo World Report, посчитал командные элементы креативными и не дающими игре быть просто подражанием классической формуле Mario Kart. «Когда вы и двое ваших приятелей обмениваетесь предметами, разгоняете друг друга по гоночным трассам и обгоняете друг друга для получения рывка, Team Sonic Racing сияет» — заключил Колм Ахерн (VideoGamer.com). По мнению Сергея Уланкина в редакции «Игромания», проходить Team Sonic Racing нескольким людям — «один из лучших совместных игровых опытов за последний год», а также он написал, что игра «заставляет людей взаимодействовать и помогать друг другу». Неоднозначный отзыв о командных действиях оставил Сергей Цилюрик («Канобу»), отметив, что в теории это звучит довольно неплохо, но на деле сознательно помогать товарищам сложно, если только случайно не оказаться с ними рядом.
Игровой процесс в целом был оценён неоднозначно, но в основном благосклонно. Картеру понравилась система распределения персонажей по типам, что добавляет некоторой «глубины». В редакции журнала Edge некоторые механики посчитали запутанными, а чувство уникальности самой игры — недостаточным. В Famitsu похвалили «освежающее» чувство скорости, механику дрифта, а также ИИ соперников, который не отстаёт от игрока и до конца борется за победу. Ши отметил, что игровой процесс Team Sonic Racing прост и будет понятен даже новичкам, и в целом назвал игру «компетентной, но ничем не примечательной». Суинбанкс похвалил быстрое и весёлое ощущение от движений картов, а также их отличную управляемость. Аналогичное мнение высказал Джагно, заявив, что быстрый темп и плавно возрастающая кривая сложности «великолепны». Партон отнёс «быстрые и захватывающие» гонки к плюсам игры, а среди минусов отметил громкую вибрацию на джойконах Switch. В британском издании Official Xbox Magazine посчитали Team Sonic Racing «достойной», но незапоминающейся игрой. Ахерн одобрительно отнёсся к распределению персонажей на различные типы, которые заметно отличаются в характеристиках и, тем самым, добавляют игре больше уникальности и тактики. Алексей Лихачев (3DNews) обратил внимание на дополнительные трудные режимы, которые, по его мнению, не менее интересны, чем обычные гонки, хотя к недочётам отнёс несбалансированную сложность. Уланкин посчитал, что Team Sonic Racing отлично передаёт чувство скорости, а также ему понравилось различие в персонажах, но посетовал на отсутствие обучения для новых игроков, а в одиночном режиме игра, по его мнению, «теряет львиную долю очарования». Прохладно геймплей оценил Арон Гарст, представитель GamesRadar, раскритиковав неотзывчивое управление, а также беспорядочные и при этом незапоминающиеся трассы.
Преимущественно похвальных отзывов удостоились графика и звуковое сопровождение. Ши отметил, что все трассы отлично смотрятся в движении, а на экране происходит масса действий, но при большом количестве хаоса наблюдаются падения кадровой частоты; говоря о музыке, рецензент отметил, что она столь же сильна, как и в других частях серии. Схожее впечатление о графике сложилось и у Суинбанкса, которому понравилось красочное оформление, но при этом к недостаткам отнесена иногда «неуклюжая» частота кадров, особенно в многопользовательской игре с разделённым экраном. Джагно охарактеризовал графику, как «визуально захватывающее зрелище», похвалив разнообразное оформление трасс. Партон отнёс к плюсам «красочные и яркие» визуальные эффекты, а саундтрек, по его мнению, является «изюминкой впечатлений» («в каждом треке есть дерзость и волнение, которые вы ожидаете от любого саундтрека [игры] Sonic, а также отсылки ко многим культовым песням из прошлого серии»); среди недостатков отмечена пониженная частота кадров в версии для Switch. Ахерн высоко оценил визуальное оформление «прекрасных, ярких, мультяшных» трасс, которые полны жизни и ощущения духа Соника, но всё так же покритиковал иногда случающиеся падения кадровой частоты при большом количестве действий на экране (при этом заметив, что это не сильно мешает процессу игры). Противоположную ситуацию описал Лихачев, который отметил, что визуально игра редко впечатляет, зато кадровая частота стабильна, а музыкальные композиции ему показались приятными (особенно во время загрузок). Уланкин похвалил звук и визуальную часть, особенно саундтрек, который «накачивает вас адреналином», однако покритиковал большое количество «визуального мусора» (например, занимающий значительную часть экрана HUD и постоянно забитое разными спецэффектами поле зрения).
Зачастую разочаровывающую реакцию у критиков вызывало недостаточное количество контента и подход к разблокировке внутриигровых предметов. Так, Картеру не понравилась система случайного открытия предметов улучшения для машин, которые не позволяют улучшить сразу все параметры и требует компромисса для успешных результатов. Ши среди слабых сторон игры выделил её вторичность и даже Виспов, усиления которых не предлагают ничего уникального в сравнении с другими подобными гонками на картах, как например Mario Kart. Неоднозначный отзыв оставил Суинбанкс, отметив большое разнообразие типов гонок, но не особо уникальные бонусы и усилители, а открываемые предметы, по его мнению, «оставляют желать лучшего». Схожее мнение об усилителях оставил и Джагно, однако его приятно впечатлили «искусно» созданные трассы, а также способы модификации картов, например, возможность сделать машину золотой. Партон среди отрицательных сторон выделил ограниченное количество режимов как в одиночной, так и сетевой игре, хотя и отметил, что онлайн-функционал работает без сбоев. Ахерн заметил, что некоторые трассы выглядят почти идентично друг другу, а систему лутбоксов для приобретения деталей машин посчитал ненужной, хоть и одобрительно отнёсся к отсутствию платного контента. Цилюрик счёл аспект кастомизации машин не очень интересным. Уланкин отметил, что Team Sonic Racing нужно ещё больше трасс, и заметил нехватку подземелий, космоса, подводного мира или огненных уровней, которые были в других играх серии, но, тем не менее, похвалил ненавязчивый и отлично вписанный в уровни фансервис. Кроме того, рецензенты сошлись во мнении, что Team Sonic Racing не хватает разнообразия персонажей и механик, присутствовавших в предыдущих гоночных играх на картах с участием Соника — Sonic & Sega All-Stars Racing и Sonic & All-Stars Racing Transformed.
В основном негативные отзывы получили сюжет и озвучивание персонажей. Картер написал, что теоретически хорошее взаимодействие персонажей разных команд (например, Сильвера и Шэдоу) испорчено «неуклюжей» подачей с безразличной актёрской игрой, а озвучивание диалогов в гонках обозреватель посоветовал игрокам отключить. Ши посчитал историю скучной и бессмысленной: «повествование рассказано с помощью неподвижных изображений персонажей на фоне окружающей среды, что делает неинтересный сюжет еще менее увлекательным». По мнению Суинбанкса, сопровождающая прохождение история хоть и полностью озвучена, однако быстро забывается, но, к счастью, есть возможность быстро пропустить диалоги и сразу перейти к гонкам. Джагно назвал сюжетные заставки «ужасными», озвучивание — «смехотворным», а персонажей (например, Эми и Бига) — раздражающими, и поэтому так же был доволен наличием возможности пропустить диалоги. Столь же негативно отозвался о сюжете и Ахерн, назвав его «абсолютно ужасным», ровно как и подачу с диалогами, которые будто наспех оформлены в Photoshop вместо кат-сцен или предварительно отрендеренных роликов. Уланкин заметил, что «сюжет лепили спустя рукава», приведя в пример статичные изображения вместо видеороликов, односложные реплики, «которые зачитывают явно скучающие актёры озвучки», и ровно один сюжетный поворот на все семь глав. Цилюрик назвал сюжет «традиционно для „Соников“ кринжовым», и тоже был доволен наличием возможности пропустить реплики персонажей («Словно игра понимает, какой позор кроется в её сценарии, и хочет вас от него уберечь!»). Противоречивое впечатление сложилось у Лихачева, отметившего, что сюжет может разочаровать, но с переговорами персонажей гонять намного веселее. Положительный отзыв оставил Партон, назвав сюжет ненавязчивым, а диалоги — «очаровательными».